# نفوذ اروپا در افغانستان
تأثیر اروپا بر افغانستان به تأثیرات سیاسی و اجتماعی و عمدتاً امپریالیستی تعدادی از کشورهای اروپایی و قدرتهای استعماری که در توسعه تاریخی افغانستان نقش داشته‌اند برمی‌گردد.

## ظهور دوست محمد خان

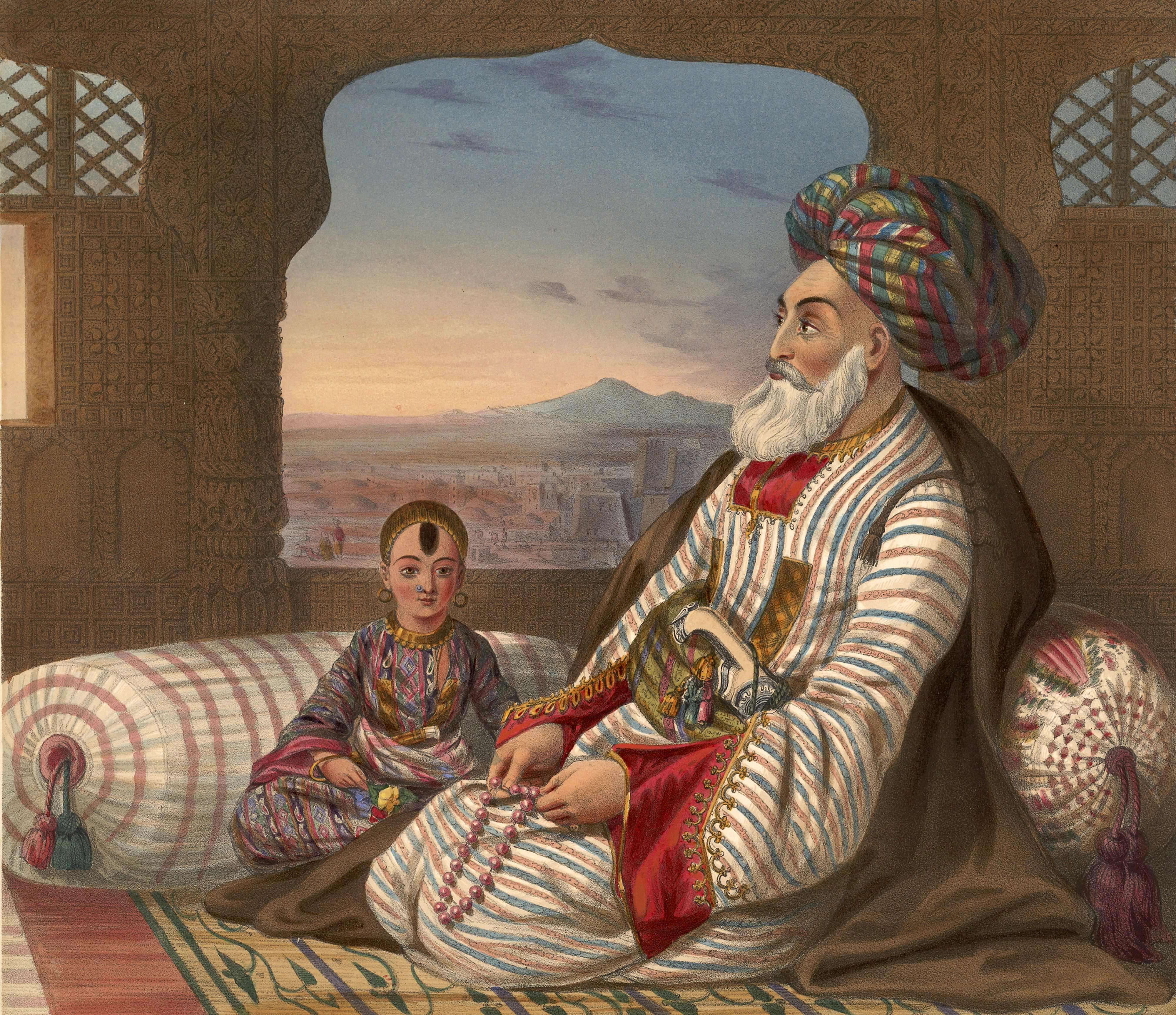
شاه دوست محمد خان با یکی از فرزندان خود را.

دوست محمد خان پس از رسیدن به قدرت در افغانستان و سقوط سلسله درانی در سال ۱۸۲۳ سلسه بارکزی را ایجاد کرد. این مهم تا سال ۱۸۲۶، زمانی که دوست محمد خان جوان و پر انرژی قادر به اعمال کنترل کافی بر کوتاه کردن دست برادران خود را از تاج و تخت در کابل شود رخ نداد.
دوست محمد به صورت هوشمندانه‌ای، به امتیاز حمایت قبایل قزلباش از سمت مادری با آنها خویشاوند بود، تحت کارآموزی زیر نظر برادر خود فاتح‌خان دست یافت. در میان بسیاری از مشکلات، او با مشکل دفع تجاوز سیک‎ها در پشتون، در مناطق شرق خیبر مواجه شد. پس از تلاش برای ایجاد کنترل و ثبات در دامنه‌های اطراف کابل، شاه تصمیم به مقابله با جنگ سیک‌ها گرفت.
در سال ۱۸۳۴ دوست محمدخان، شجاع شاه درانی را حمله‌ای که علیه او ترتیب داده‌بود شکست داد، اما غیبت او از کابل، فرصت پیشروی در منطقهٔ غرب را به سیک‌ها عطا کرد. نیروهای رانجیت سینگ با حرکت از آنجا به سمت منطقه‌ای که توسط کابل حکمرانی می‌شد پیشاور را اشغال کردند. در سال ۱۸۳۶ نیروهای تحت فرمان دوست محمد، تحت فرمان پسرش اکبرخان، سیک‌ها را در نبرد جمرود در پانزده کیلومتری غرب پیشاور شکست دادند. اما این پیروزی نبرد پر هزینه‌ای بود و آنها نتوانستند به‌طور کامل سیک‌ها را از جمرود بیرون کنند. رهبر افغانستان این پیروزی را با تصرف پیشاور دنبال نکرد، در عوض با لرد اوکلند، فرماندار کل جدید در هند بریتانیا تماس گرفت و برای برخورد با سیک‌ها تقاضای کمک کرد. با این نامه دوست محمد خان به‌طور رسمی شرایط را برای آغاز مداخله بریتانیا در افغانستان مهیا کرد. در میان این بازی بزرگ، رضایت بریتانیا و روسیه در به تسلیم درآوردن و مطیع کردن دولت مستقل کوچکی که بین روسیه و هند بریتانیا قرار داشت نهفته بود.

## بازی بزرگ

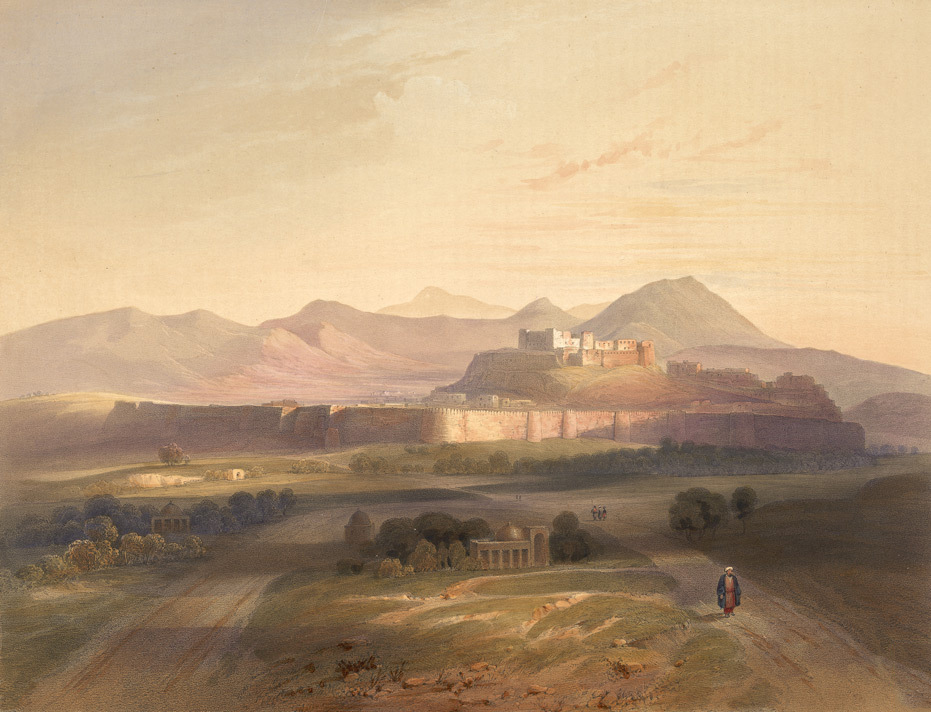
غزنی در اوایل سال ۱۸۸۰

پس از معاهده پاریس سال ۱۷۶۳ بریتانیا به قدرت اصلی در شبه قاره هند تبدیل شد؛ و این سرآغازی بود برای نشان دادن تمایلاتش به افغانستان، همانند اوایل که در معاهده‌اش با شاه شجاع درانی مشخص بود؛ و این تهدیدی برای امپراتوری روسیه که در حال گسترش بود محسوب می‌شد، بنابراین روسیه شروع به فشار آوردن به هند و بریتانیا کرد، تا امتیازاتی را در منطقه افغانستان در این بازی بزرگ به دست آورد. این «بازی بزرگ» امپراتوری روسیه و بریتانیا را به تحرک واداشت تا حوزه مناطق تحت نفوذ خود را تا خاک افغانستان و رسیدن به حوزه یکدیگر گسترش دهند. این قضیه شامل تلاش‌های مکرر بریتانیا برای تحمیل یک دولت دست نشانده در کابل شد. در ادامه قرن ۱۹، شاهد اروپایی‎ها در افغانستان و سرزمین‌های اطراف آن و افزایش درگیری‌های جاه‌طلبانه حاکمان محلی که نقش مهمی را در سرنوشت این منطقه ایفا کرد بودیم.
فاجعه جنگ داخلی افغانستان، موجب ایجاد ضعف در منطقهٔ هندوکوش شد و بریتانیا به خوبی از نقش مهم این منطقه که به کرّات به عنوان مسیر حمله به جنوب آسیا مورد استفاده قرار گرفته بود، آگاه بود. در دهه‌های اولّیه قرن ۱۹، برای بریتانیایی‌ها مشخّص شد که تهدید اصلی برای منافع آنها در هند، از سمت حکومت متزلزل افغانستان، ایرانی‌ها یا فرانسویان نیست، بلکه روسیه، که پیش از این پیشروی مداوم خود را به سمت جنوب قفقاز آغاز کرده و پیروزی قاطعی را در جنگ علیه ترکان عثمانی و ایرانیان قاجار به دست آورده‌بود، اصلی‌ترین تهدید برای آن‌ها به‌شمار می‌رود.
هم‌زمان، روس‌ها از اشغال دائم آسیای میانه توسط بریتانیا هراس داشتند، چرا که بریتانیا با نفوذ به سمت شمال، پنجاب، سند و کشمیر را تصرف کرد؛ این منطقه بعداً به پاکستان تبدیل شد. انگلیسی‌ها جذب قفقاز توسط روسیه، سرزمین‌های قرقیزستان و ترکمنستان، خانات خیوه و امارت بخارا را به عنوان تهدیدی برای منافع خود در شبه قارّه آسیا مورد بررسی قرار دادند.

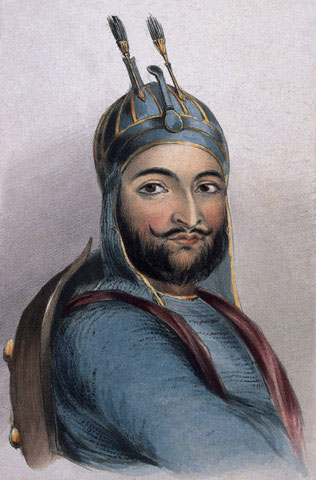
شاهزاده اکبرخان پسر دوست محمد خان

علاوه بر رقابت بین بریتانیا و روسیه، دو دلیل خاص برای نگرانی بریتانیا نسبت به مقاصد روسیه وجود داشت. اول نفوذ روسیه در دربار ایران بود که باعث شد روس‌ها از ایران در تلاش خود برای تسخیر هرات که از نظر تاریخی دروازه غربی افغانستان و شمال هند محسوب می‌شد حمایت کنند. در سال ۱۸۳۷، ایران با پشتیبانی و مشاوره افسران روس در هرات پیشرفت کرد. دلیل دوم حضور در کابل در سال ۱۸۳۷، یک نماینده روس به نام یان ویتکویچ بود که ظاهراً همانند افسر بریتانیایی الکساندر برنز به منظور بحث‌های تجاری در آنجا حضور داشت.
بریتانیایی‌ها درخواست کردند که دوست‌محمد همه ارتباطش با ایرانی‌ها و روس‌ها را قطع کند، ویتکویچ را از کابل حذف کند، از تمام ادعاهایش در مورد پیشاور صرف‌نظر کند، و به استقلال پیشاور که در آن زمان تحت کنترل برادرانش بود همانند قندهار احترام بگذارد. در عوض، دولت بریتانیا اعلام کرد که از رانجیت سینگ می‌خواهد که با افغان‌ها آشتی کند. هنگامی‌که اوکلند از نوشتن توافق‌نامه امتناع کرد، دوست‌محمد به بریتانیا برگشت و مذاکرات خود با ویتکویچ را آغاز کرد.
در سال ۱۸۳۸ اوکلند، رانجیت سینگ و شاه شجاع (Shah Shuja) توافقنامه ای را امضا کردند که بیان داشت شاه شجاع به کمک انگلیسی‌ها و سیک‌ها کنترل کابل و قندهار را به دست خواهد گرفت؛ او حاکمیت سیک‌ها بر استان‌های پیشین افغانستان، که پیش از این تحت کنترل رانجیت سینگ بود را خواهد پذیرفت و هرات نیز مستقل باقی خواهد ماند. در عمل، این طرح از دوست‌محمد با یک مقام بریتانیایی جایگزین شد که استقلال آن به اندازه سایر امیران هندی محدود می‌شد.
به زودی برای انگلیسی‌ها آشکار شد که مشارکت سیک از طریق گذرگاه خیبر به سوی کابل پیش می‌رود در حالی که شجاع و انگلیسی‌ها از طریق قندهار به سوی کابل پیشروی می‌کنند. برنامه‌ای که اوکلند در بهار ۱۸۳۸، برای سیک‌ها در نظر گرفته بود این بود که با حمایت انگلیس، شاه شجاع را بر روی تخت سلطنت افغانستان بنشانند. با این حال، در پایان تابستان، این طرح تغییر کرده بود؛ اکنون تنها انگلستان، شجاع شاه را تحت فشار قرار می‌داد.

## اولین جنگ افغانستان-انگلیس ۱۸۴۲–۱۸۳۸

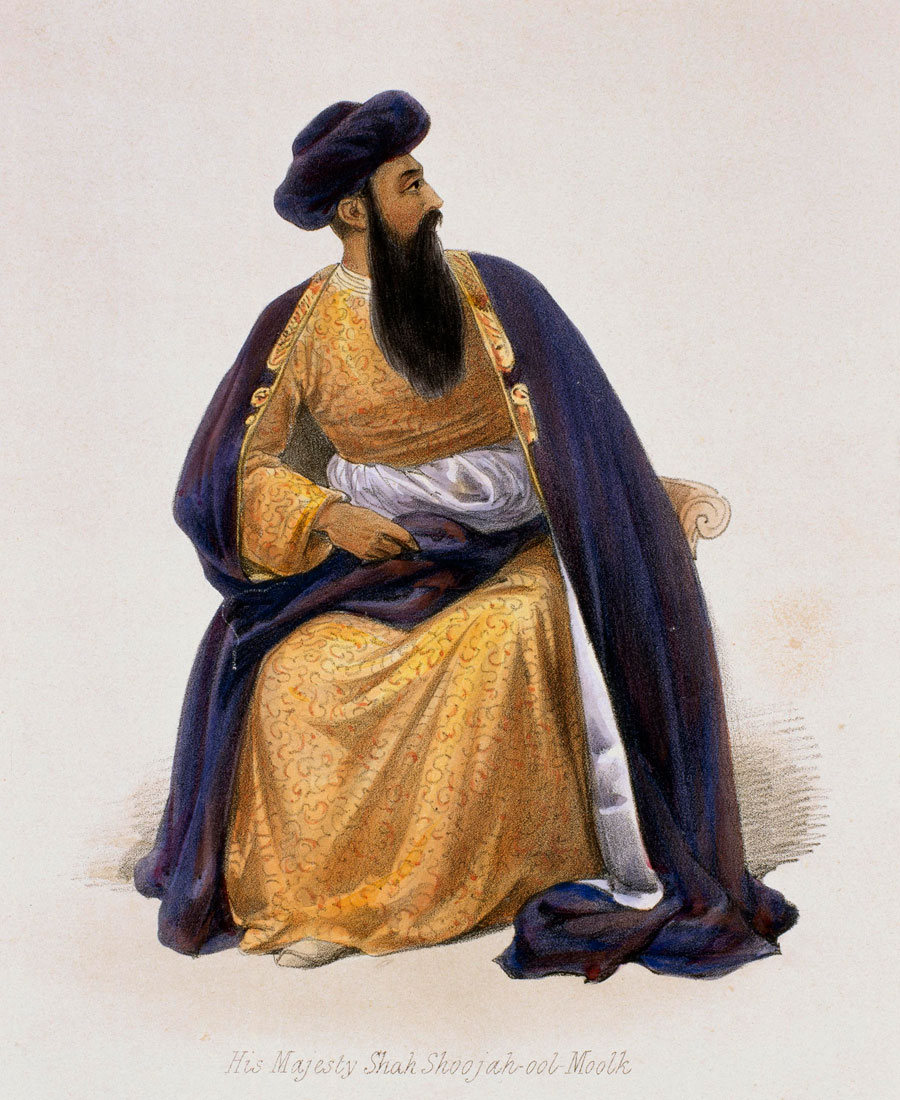
شاه شجاع آخرین درانی حاکم شد که ابتدا بین سال‌های ۱۸۰۳ و ۱۸۰۹، و از ۱۸۳۹ تا ۱۸۴۲ حکومت کرد.

برای توجیه این طرح، فرماندار کل هند، لرد اوکلند، بیانیه سیملا Simla را در اکتبر ۱۸۳۸ منتشر کرد و دلایل لازم برای مداخلهٔ بریتانیا در افغانستان را مطرح کرد. در این بیانیه آمده‌است که به منظور تضمین رفاه هند، انگلیسی‌ها باید متحد قابل‌اعتمادی در مرز غربی هندوستان باشند. انگلیس مدعی شد که نیروهای آن‌ها صرفاً از ارتش کوچک شاه شجاع، در بازپس‌گیری آنچه که زمانی تاج و تخت او محسوب می‌شد حمایت می‌کردند. اگرچه بیانیهٔ سیملا Simla اظهار داشت که سربازان انگلیسی به محض به قدرت رسیدن شاه شجاع در کابل، عقب‌نشینی خواهند کرد، اما حکمرانی شاه شجاع، به‌طور کامل به سلاح‌های بریتانیایی برای سرکوب شورش و کمک‌های مالی بریتانیا برای جذب حمایت رؤسای سایر قبایل وابسته بود. انگلیسی‌ها این موضوع که آن‌ها در حال حمله به افغانستان بوده‌اند را انکار کردند و در عوض مدعی شدند که از دولت شاه شجاع در برابر دخالت خارجی و مخالفان حمایت می‌کنند.

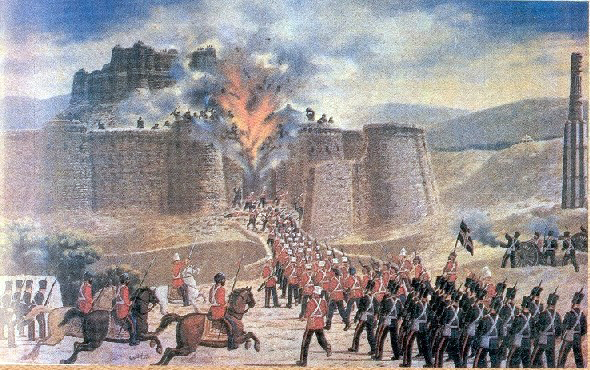
نبرد غزنی

در نوامبر ۱۸۴۱، شورش و قتل‌عام در کابل بالا گرفت. بریتانیا دچار تزلزل و تردید شد و در شرایط نامناسبی قرار گرفت. انگلیسی‌ها با سردارها و رهبران تأثیرگذار مذاکره کردند، زیرا که آن‌ها به واسطهٔ فرارسیدن زمستان و قبایل شورشی از رسیدن به هر گونه رهایی در آن وضعیت قطع امید کرده‌بودند. محمد اکبرخان، پسر دوست‌محمد خان، وارد کابل شد و رهبری فرماندهان را به عهده گرفت. در این مذاکره سر ویلیام مک ناتن MacNaghten کشته شد، اما با این وجود، خواسته‌های فرماندهان مورد قبول انگلیسی‌ها قرار گرفت و آن‌ها عقب‌نشینی کردند. در خلال این عقب‌نشینی، آن‌ها توسط افراد قبیلهٔ چیلزایی Ghilzai مورد حمله قرار گرفتند و در این نبرد در حالی‌که در برف محصور شده‌بودند، تقریباً کل ستون ۴۵۰۰ سرباز و ۱۲۰۰۰ تن از ساکنین اردوگاه کشته شدند. تنها یک نفر از انگلیسی‌ها، دکتر ویلیام برایدن (William Brydon)، به جلال‌آباد رسید، در حالی‌که چند تن دیگر دستگیر شدند.
نیروهای افغان وفادار به اکبر خان، باقی واحدهای بریتانیایی جا مانده در قندهار، غزنی و جلال‌آباد را محاصره کردند. غزنی سقوط کرد، اما سایر نیروها مقاومت کردند و با کمک نیروهای کمکی از سوی هندوستان، محاصره کنندگان را شکست دادند. در حالی که تدارکات برای یک پیشروی جدید در کابل در جریان بود، فرماندار جدید لرد النبورگ Ellenborough، به نیروهای انگلیسی دستور داد تا پس از آزادی زندانیان از کابل و گرفتن انتقام، خاک افغانستان را ترک کنند. نیروهای قندهار و جلال‌آباد دوباره اکبر خان را شکست دادند، غزنی و کابل را پس گرفتند و قبل از اینکه از طریق گذرگاه خیبر عقب‌نشینی کنند این زندانیان را نجات دادند.

## اواسط قرن نوزدهم

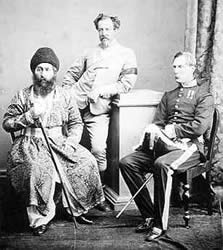
پادشاه شیر علی خان به همراه سی‌دی چارلز چمبرلاین Chamberlain و سر ریچارد اف. پولاک در ۱۸۶۹

پس از ماه‌ها هرج و مرج در کابل، محمد اکبر خان کنترل محلی را به دست آورد و در آوریل سال ۱۸۴۳ پدرش دوست‌محمد، که به دست انگلیسی‌ها آزاد شده بود، در افغانستان به تخت پادشاهی بازگشت. در دههٔ بعد، دوست‌محمد در مزار شریف، قندوز، بدخشان و قندهار تلاش‌های خود را متمرکز کرد. محمد اکبر خان در سال ۱۸۴۵ درگذشت و آخرین تلاش او برای بازپس‌گیری پیشاور، در طول جنگ دوّم سیک - انگلیس (۱۸۴۹–۱۸۴۸) ناموفق بود.
در سال ۱۸۵۴، انگلیسی‌ها قصد داشتند تا روابط خود با دوست‌محمد را از سر بگیرند، کاری که در طی دوازده سال گذشته از آن امتناع کرده‌بودند. پیمان ۱۸۵۵ پیشاور، روابط دیپلماتیک را بازگشایی کرد و با اعلام به رسمیت شناختن تمامیت ارضی طرفین، هر دو طرف را متعهّد به دوستی با دوستان و دشمنی با دشمنان یکدیگر قرار اعلام کرد.
در سال ۱۸۵۷، طبق الحاقیهٔ اضافه شده به معاهده، ارتش بریتانیا در زمان درگیری با ایرانی‌ها که در سال ۱۸۵۶ به هرات حمله کرده بودند مجاز به حضور در قندهار (اما نه کابل) شد. در طول شورش هندوستان در سال ۱۸۵۷ میلادی، برخی از مقامات انگلیسی پیشنهاد کردند که پیشاور را به دوست‌محمد بازگردانند، اما این دیدگاه توسط افسران سیاسی بریتانیا در مرز غربی رد شد، آن‌ها بر این باور بودند که دوست‌محمد این را نشانهٔ ضعف تلقی خواهد کرد و در مقابل بریتانیا قرار خواهد گرفت.
در سال ۱۸۶۳ میلادی، دوست‌محمد، هرات را با رضایت انگلیسی‌ها بازپس گرفت. چند ماه بعد، او مرد. شیر علی خان، سومین پسر و جانشین او، نتوانست کابل را از برادر بزرگ‌ترش، محمد افضل (که نیروهای او توسط پسرش عبدالرحمان رهبری می‌شد) تا سال ۱۸۶۸ بازپس بگیرد.
در سال‌های پس از جنگ انگلیس و افغانستان، و به خصوص بعد از شورش هند در سال ۱۸۵۷ در مقابل هند بریتانیا، دولت‌های حزب لیبرال در لندن، این دیدگاه سیاسی را اتّخاذ کردند که افغانستان را به عنوان یک دولت یا سرزمین حایل یا میانگیر (کشور کوچکتری که بین دو کشور نیرومند و متخاصم قرار دارد و جلو تصادم مرزی و جنگ آنها را می‌گیرد) در نظر بگیرند. زمانی که شیرعلی در سال ۱۸۶۸ کنترل را در کابل در دست گرفت متوجه شد که انگلیسی‌ها آماده حمایت از رژیم او با سلاح و منابع مالی هستند، اما چیز بیشتری برای او وجود ندارد. طی ده سال بعد، روابط بین حاکم افغان و بریتانیا به‌طور ثابت رو به وخامت گذاشت. حاکم افغانستان نگران تجاوز روسیه از سمت جنوب بود که در سال ۱۸۷۳ زمین‌های خان را تصرف کرده بود، حاکم خیوه شیرعلی، فرستاده‌ای به دنبال مشاوره و جلب حمایت بریتانیا فرستاد. سال گذشته، بریتانیا قراردادی با روسیه امضا کرد که در آن توافقنامه موافقت شد تا مرزهای شمالی افغانستان را به رسمیّت شناخته و قلمرو امیر افغان را خارج از حوزه نفوذ خود در نظر بگیرند. با این حال، انگلیسی‌ها از دادن هر گونه تعهدی نسبت به شیرعلی ناامید خودداری کردند.

## دومین جنگ انگلیس- افغانستان ۱۸۷۸–۱۸۸۰

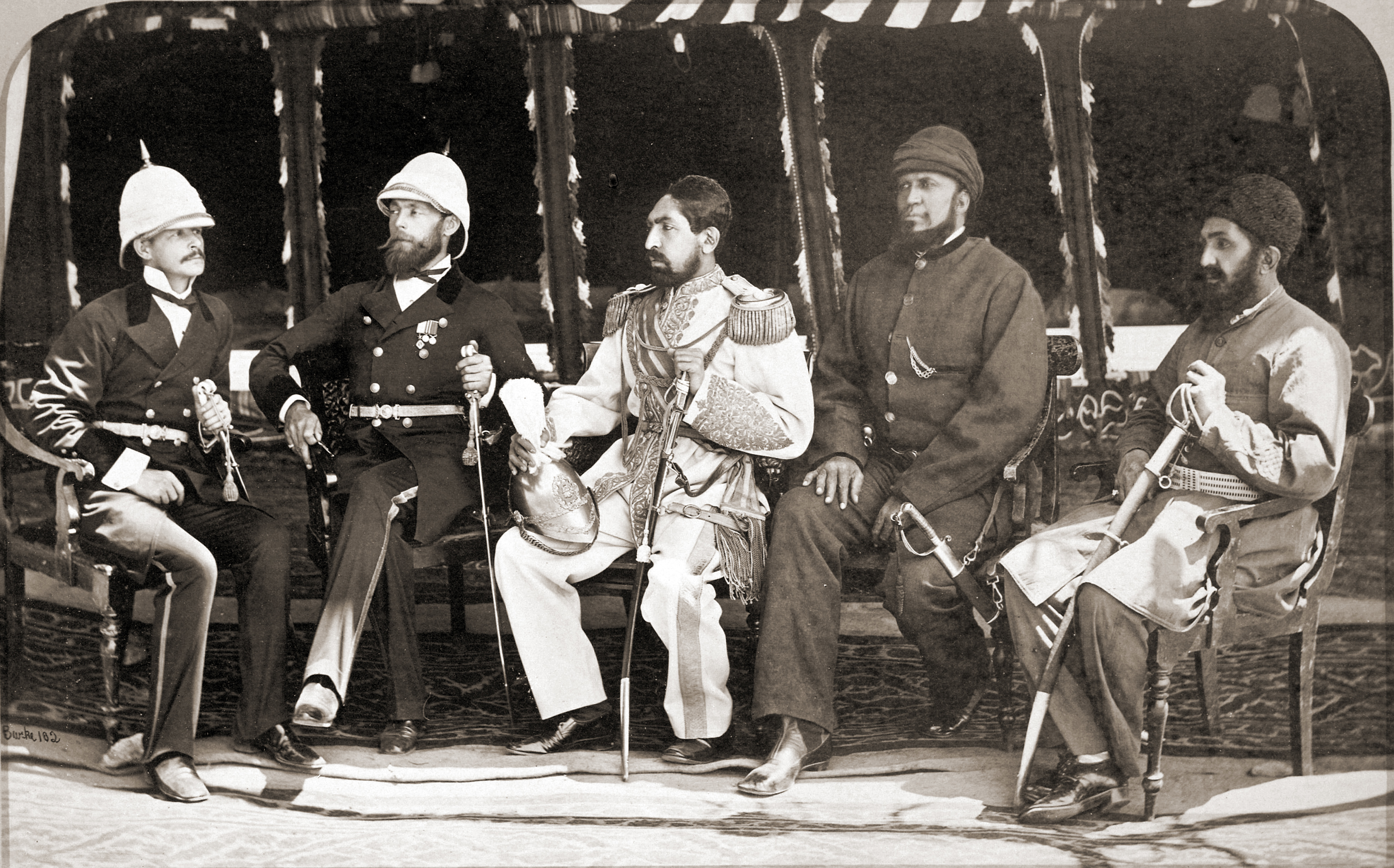
پادشاه محمد یعقوب خان با سر پیر کاواناری Sir Pierre Cavagnari بریتانیایی در ۲۶ مه ۱۸۷۹، زمانی که معاهده گنداماک امضا شد.

پس از اینکه تنش‌های بین روسیه و بریتانیا در اروپا، در ژوئن سال ۱۸۷۸ در کنگرهٔ برلین به پایان رسید، روسیه توجه خود را به آسیای میانه معطوف کرد. در همان تابستان، روسیه یک هیئت دیپلماتیک را به صورت غیرمنتظره به کابل فرستاد. شیرعلی سعی کرد، اما نتوانست آن‌ها را بیرون نگه دارد. فرستادگان روسیه در ۲۲ ژوئیه ۱۸۷۸ به کابل رسیدند و در ۱۴ اوت، انگلیسی‌ها خواستار پذیرش هیئت بریتانیایی شدند.

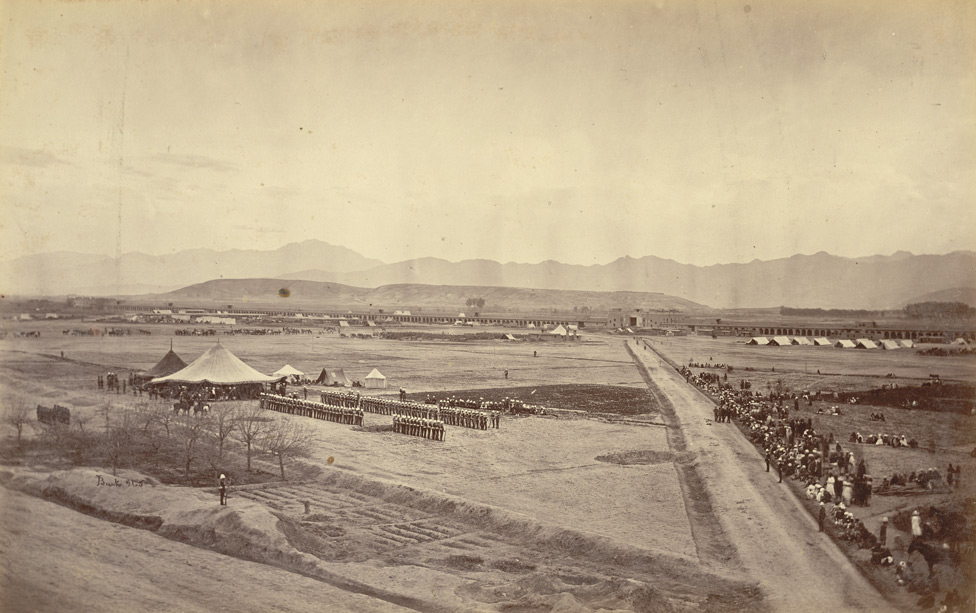
میدان دوربان در اردوگاه شرپور در ۱۸۷۹ در نزدیکی کابل.

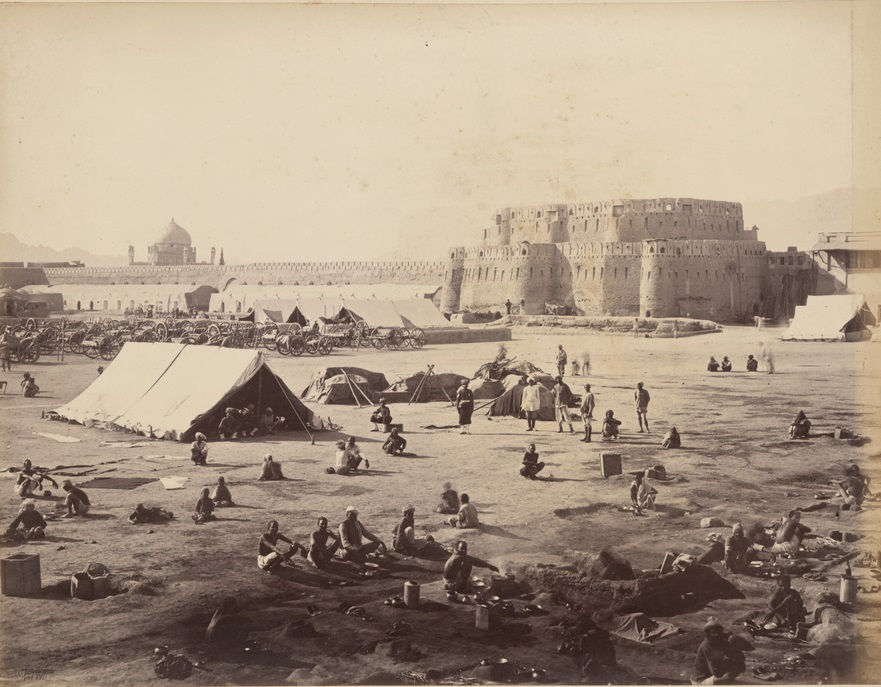
بریتانیایی و نیروهای متحد در قندهار پس از نبرد سال ۱۸۸۰ در قندهار.

شیرعلی شاه نه تنها از پذیرفتن هیئت انگلیسی امتناع کرد، بلکه تهدید کرد که اگر اعزام شوند آن‌ها را متوقف خواهد کرد. لرد لیتون Lytton، نایب‌السلطنه، در سپتامبر ۱۸۷۸، دستور یک مأموریت دیپلماتیک برای عزیمت به کابل را داد، اما این مأموریت به هنگام نزدیک شدن به ورودی شرقی گذرگاه خیبر تغییر یافته و باعث آغاز جنگ دوم انگلیس و افغانستان شد. نیروی انگلیسی متشکل از ۴۰٬۰۰۰ مرد جنگی، در ستون‌های نظامی توزیع شد و در سه نقطه مختلف به افغانستان نفوذ کردند. شیرعلی مضطربانه تلاش کرد که از تزار درخواست کمک کند اما نتوانست این کار را انجام دهد، وی به مزار شریف بازگشت و در ۲۱ فوریه ۱۸۷۹ درگذشت.
محمد یعقوب خان، پسر شیرعلی، در ماه مه سال ۱۸۷۹، پیمان گنداماک را با نیروهای انگلیسی که بیشتر کشور را اشغال کرده بود، امضا کرد تا از هجوم انگلیسی‌ها به بقیه کشور جلوگیری کند. با توجه به این قرارداد و در ازای کمک‌های مالی سالانه و تضمین مبهم کمک در مورد تهاجم خارجی، محمد یعقوب خان کنترل امور خارجه افغانستان را به بریتانیا واگذار کرد. نمایندگان بریتانیایی در کابل و دیگر مکان‌ها منسوب شدند، کنترل بریتانیا به منطقه خیبر و گذرگاه میچنی Michni Passes گسترش یافت و افغانستان مناطق سرحدی مختلف و کویته را به بریتانیا واگذار نمود. سپس ارتش انگلیس عقب‌نشینی کرد. اندکی پس از آن، در سپتامبر ۱۸۷۹، شورش در کابل منجر به کشتار بریتانیایی‌های مقیم کابل، از جمله سر پیرکاواناری Sir Pierre Cavagnari و سه تن از محافظانش، که از مسبّبین دومین مرحله جنگ دوم افغانستان بودند گشت. سرلشکر فردریک رابرتز، رئیس نیروی زمینی کابل، در گذرگاه Shutargardan، در مرکز افغانستان بود. او در ۶ اکتبر ۱۸۷۹ ارتش افغانستان را در چهار آسیاب شکست داد و کابل را اشغال کرد. غازی محمدجان خان وردگ در دسامبر ۱۸۷۹ به نیروهای انگلیسی در نزدیکی کابل در محاصره اردوگاه شرپور حمله کرد، اما شکست او منجر به فروپاشی این شورش شد.
یعقوب خان، که مظنون به همدستی در کشتار سِر کاواناری و کارکنانش بود، مجبور شد استعفا دهد. بریتانیا تعدادی از توافق‌های سیاسی احتمالی، از جمله تقسیم کردن افغانستان بین حکام متعدد یا قرار دادن برادر یعقوب، ایوب خان بر روی تخت را در نظر گرفت، اما در نهایت تصمیم گرفت که پسر عمویش عبدالرحمان خان را به جای پادشاه منصوب کند. ایوب خان که به عنوان فرماندار هرات خدمت می‌کرد، در شورشی از جا برخاست و گروهان انگلیسی را در نبرد میوند، در ژوئیه ۱۸۸۰ شکست داد و قندهار را محاصره کرد. پس از آن رابرتز فرماندهی اصلی نیروهای انگلیس را از کابل به عهده گرفت و ایوب خان را در ماه سپتامبر در نبرد قندهار شکست داد و قیام خود را به پایان رساند. عبدالرحمان عهدنامهٔ گنداماک را تأیید کرد و بریتانیا را در کنترل سرزمین‌هایی که توسط یعقوب خان واگذار شده بود ابقاء کرد. همچنین کنترل بریتانیا را بر سیاست‌های خارجی افغانستان در ازای محافظت و کمک‌های مالی تضمین کرد. انگلیس سیاست‌های تحریک‌آمیزی را برای بقای انگلیس در کابل دنبال می‌کرد، اما پس از رسیدن به تمامی اهداف خود، عقب‌نشینی کرد.

## امیر آهنین، ۱۸۸۰–۱۹۰۱

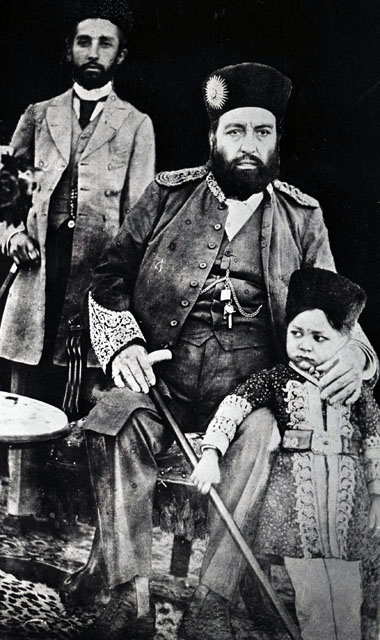
امیر عبدالرحمن خان (شاهزاده آهنی) در۱۸۹۷.

عبدالرحمان، تا آنجا که به منافع بریتانیا مربوط می‌شد، خواسته‌های آنان جامهٔ عمل پوشاند: یک رهبر قوی و باهوش که قابلیت ایجاد پیوندی دوباره را بین مردم و حکومت دارد؛ او مایل به پذیرش محدودیت‌هایی بود که توسط بریتانیا بر سیاست‌های خارجی، و همچنین خط مشی دولت بریتانیا در مورد ناحیه میانگیر تحمیل شده‌بود. حکومت بیست و یک ساله او به وسیله تلاش‌ها برای مدرنیزه کردن و ایجاد کنترل پادشاهی مشخص شد؛ که مرزهای آن توسط دو امپراتوری هم‌مرز با آن مشخص شد. عبدالرحمان انرژی قابل‌توجه خود را به چیزی تبدیل کرد که منجر به ایجاد دولت مدرن افغانستان تبدیل شد.
او به سه طریق به ایجاد ثبات و یکپارچگی در افغانستان دست یافت. او شورش‌های متعددی را سرکوب کرد و پیروزی‌های خود را با مجازات شدید، اعدام و اخراج دنبال کرد. او نفوذ قبایل پشتون را با کوچ دادن اجباری آن‌ها درهم شکست. او قدرتمندترین دشمنان پشتون، چیلزایی و دیگر قبایل را از جنوب و جنوب شرقی افغانستان، به مناطق شمال هندوکوش که عمدتاً غیر پشتون بودند، کوچ داد. آخرین افغان‌های غیر مسلمان کافرستان در شمال کابل به اجبار به اسلام گرویدند. در نهایت، او یک سیستم حکمرانی استانی را که از مرزبندی‌های قبیله ای قدیمی متفاوت است، ایجاد کرد. فرمانداران استانی قدرت زیادی در امور محلی داشتند و یک ارتش در اختیار آن‌ها قرار داده شد تا جمع‌آوری مالیات را اجرا کرده و مخالفان خود را سرکوب کنند. با این حال، عبدالرحمان از طریق ایجاد یک سیستم اطلاعاتی مؤثر، به دقت این فرمانداران را زیر نظر داشت. در طی دوران حکومت او، زمانی که به مقامات دولتی اجازه دادند تا در خارج از قبیله سنتی و مناطق قبیله‌ای دست به دست هم بدهند، سازمان قبیله‌ای از بین رفت.
پشتون‌ها با ازبک‌ها مبارزه کرده و آن‌ها را تسخیر کردند. در راستای منافع استراتژیک ضد روسیه، انگلیسی‌ها به ربودن افغان‌ها از مرز افغانستان کمک کردند و به افغان‌ها سلاح دادند و از مهاجرت پشتون در شمال افغانستان حمایت کردند.
عبدالرحمان علاوه بر ساخت یک ملت از مناطق آسیب‌دیده در افغانستان، سعی کرد کشور خود را با ایجاد یک ارتش منظم و اولین بوروکراسی رسمی مدرن کند. عبدالرحمان علی‌رغم شخصیت برجسته خود، برای لویه جرگه، گروهی از امیران سلطنتی، بزرگان مهم و رهبران مذهبی دعوت کرد. عبدالرحمان به نقل از زندگینامه خود، سه هدف داشت: مطیع کردن قبایل، گسترش کنترل دولت از طریق یک ارتش قوی، تقویت قدرت پادشاه و خانواده سلطنتی.

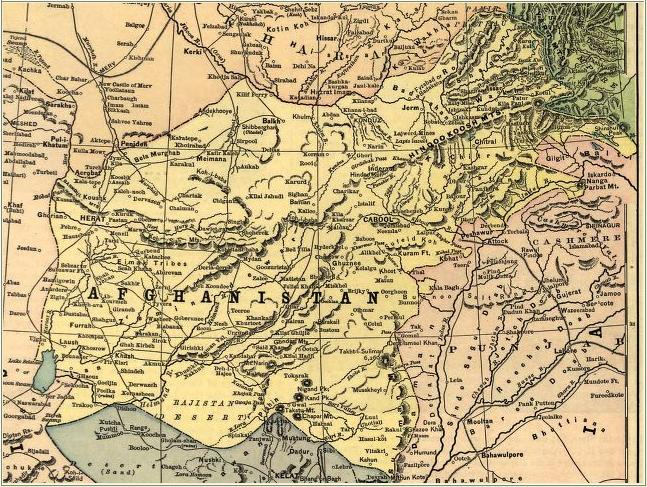
نقشه‌ها نشان از مرز افغانستان قبل از سال ۱۸۹۳ خط دیورند پیمان.

امیر در طی دیدار خود از راولپندی در سال ۱۸۸۵ از نایب‌السلطنه هند خواست تا یک نماینده مسلمان را به کابل مستقر کند. میرزا عطا خان، سردار بهادر خان، سردار بهادر خان (سامان برج وزیرآباد)، یکی از نوادگان direct of Rajput، از Rajauri، انتخاب شد و امیر آن‌ها فرستاده بریتانیا به کابل شد.
عبدالرحمان همچنین به پیشرفت تکنولوژیکی توجه کرد. او پزشکان خارجی، مهندسان (به خصوص برای معدن‌کاری)، زمین شناسان و چاپگرها را به افغانستان آورد. او ماشین‌آلات اروپایی وارد کرد و تأسیس کارخانجات کوچک برای تولید صابون، شمع و کالاهای چرمی را تشویق کرد. او به دنبال مشاوره فنی اروپایی در زمینه ارتباطات، حمل و نقل و آبیاری بود. قبایل محلی افغان به شدت در برابر این مدرن‌سازی مقاومت کردند. کارگران جاده‌ها را باید توسط ارتش، علیه جنگجویان محلی محافظت می‌کردند. با این وجود، علی‌رغم این سیاست‌های داخلی فراگیر، سیاست خارجی عبدالرحمان کاملاً در دستان خارجیان بود.

## حبیب‌الله خان، ۱۹۰۱–۱۹۱۹

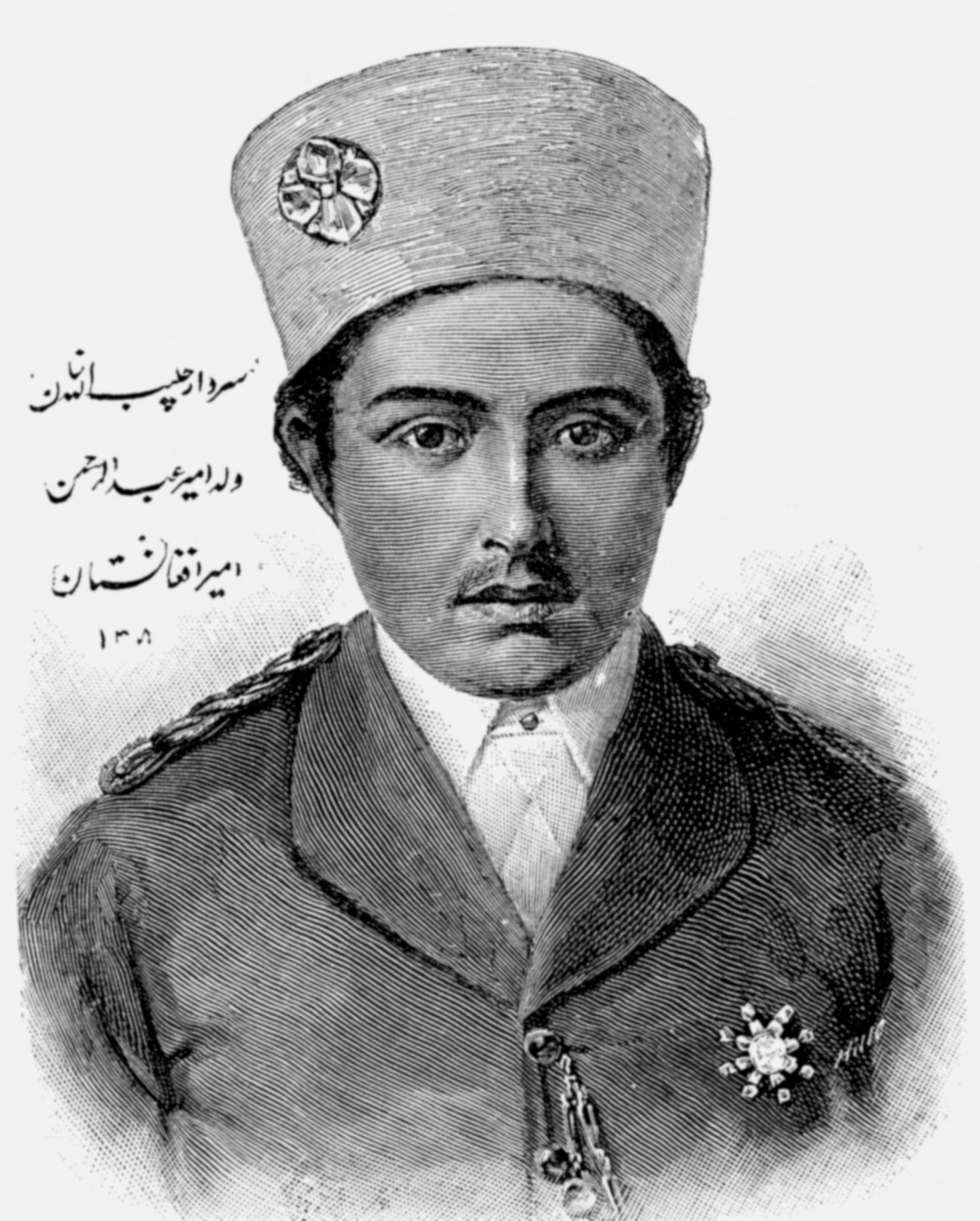
حبیب‌الله خان، پسر ارشد ابورحمان خان در سال ۱۸۹۳.

حبیب‌الله خان، پسر ارشد عبدالرحمان خان و فرزند یک مادر برده، کاخ و توطئه‌هایی که پیرامون همسر برگزیده شاه (که نوه دوست‌محمد است) می‌چرخد را تحت نظر داشت و به دنبال بدست آوردن تاج و تخت برای پسر خودش بود. اگرچه حبیب‌الله به دلیل حمایت از ارتش که توسط پدرش ایجاد شده بود، در موقعیت خود ایمن شده بود، حبیب‌الله به اندازه عبدالرحمان سلطه‌جو نبود. در نتیجه، نفوذ رهبران مذهبی و نیز محمود طرزی، پسر عموی پادشاه، در دوران حکومت او افزایش یافت.

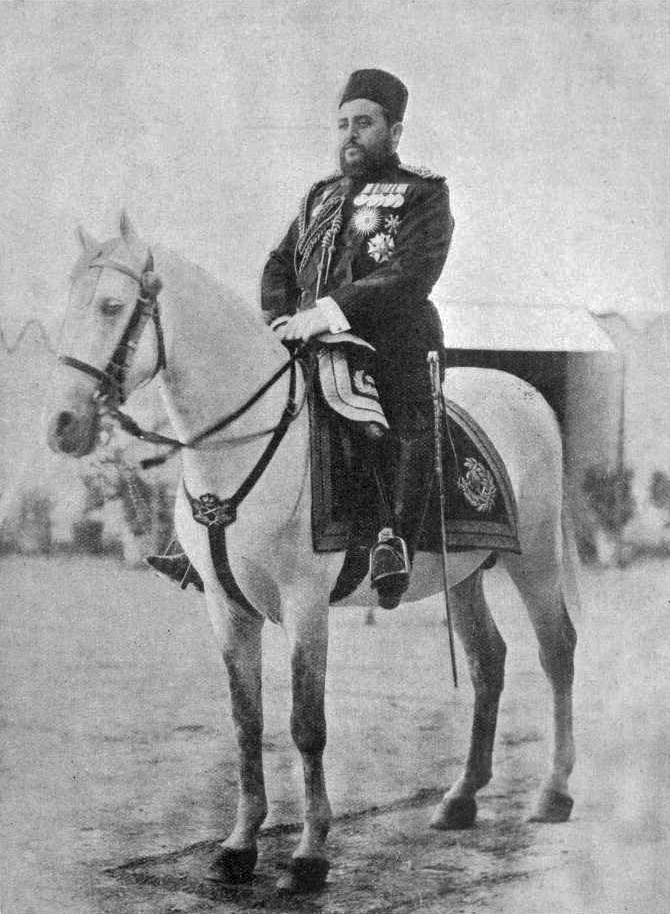
شاه حبیب‌الله خان در سال ۱۹۰۷

محمود طرزی، یک شاعر و روزنامه‌نگار بسیار تحصیل‌کرده، یک روزنامه‌نویس ملی‌گرای افغان را با توافق حبیب‌الله و تا سال ۱۹۱۹ از این روزنامه به عنوان سکویی برای انتقاد از تغییرات نفوذ غرب در دولت و جامعه، برای حمایت از استقلال کامل افغانستان و برای اصلاحات دیگر استفاده کرد. ناسیونالیسم پرشور میهن‌پرستی در افغانستان، بر نسل آینده اصلاح‌طلبان آسیایی تأثیر گذاشت.
مرز با ایران در سال ۱۹۰۴ به وضوح مشخص شد و جایگزین خط مبهم یک کمیسیون بریتانیا در سال ۱۸۷۲ شد. با این حال این توافق شامل تقسیم آب رود هلمند را نمی‌شد.
مانند همه تحولات سیاست خارجی در این دوره بر افغانستان، نتیجه «بازی بزرگ» بین روسیه و بریتانیا بدون شرکت حاکمان در افغانستان رخ داد. کنوانسیون ۱۹۰۷ - روسیه (کنوانسیون سن‌پترزبورگ) نه تنها منطقه را به مناطق مجزا از نفوذ روسیه و بریتانیا تقسیم کرد بلکه شالوده بی‌طرفی افغانستان را نیز تثبیت نمود. کنوانسیون موافقت روسیه مبنی بر این که افغانستان اکنون خارج از این حوزه نفوذ است و برای روسیه جهت مشورت مستقیم با بریتانیا در مورد مسائل مربوط به روابط روسیه و افغانستان فراهم شده‌است. بریتانیا به نوبه خود، به اشغال یا ملحق شدن به قلمروی افغانستان، یا دخالت در امور داخلی افغانستان نخواهد پرداخت.
در طول جنگ جهانی اول، افغانستان علی‌رغم فشار برای حمایت از ترکیه، در هنگام اعلام مشارکت ملت خویش در آنچه که از آن به عنوان یک «جنگ مقدس» یاد می‌کرد، بیطرف ماند. با این حال حبیب‌الله یک مأموریت هندی - آلمانی - ترکیه‌ای را در کابل در سال ۱۹۱۵ میزبانی کرد که به عنوان رئیس ممتاز ملی‌گرای ماهندرا پراتاب(Mahendra Pratap)به ریاست اسکار نیدرمایر Niedermayer و نماینده آلمانی ورنر اتو ون(Werner Otto von) رهبری می‌شد. پس از بیش از حد به تعویق اندازی، او قراردادی را از سوی دولت‌های مرکزی برای پرداخت زیاد و تدارک اسلحه در ازای حمله به هند بریتانیا به دست آورد. اما حاکم زیرک افغانستان به وضوح جنگ را به عنوان فرصتی برای بازی کردن یک طرف مقابل دیگری تلقی کرد، زیرا او همچنین به انگلیسی‌ها پیشنهاد داد که در مقابل حمله قدرت‌های مرکزی به هند در ازای پایان بخشیدن به کنترل بریتانیا در سیاست خارجی افغانستان مقاومت کنند.

## جنگ سوم انگلیس و افغانستان و استقلال
پس از گذشت ۱۰ سال حکومت، یک دورهٔ تغییر چشمگیر در افغانستان هم در سیاست خارجی و هم در سیاست داخلی آغاز شد. امان‌الله استقلال کامل را اعلام کرد و سومین جنگ انگلیس - افغانستان را آغاز کرد. امان‌الله سیاست خارجی در روابط جدید خود را با قدرت‌های خارجی را تغییر داد و همچنین در سیاست‌های داخلی را با ایجاد اصلاحات اجتماعی، سیاسی و اقتصادی تغییراتی ایجاد کرد. اگرچه سلطنت او به‌طور ناگهانی پایان یافت، او به موفقیت‌های چشمگیری دست یافت، و تلاش‌های او به علت نیروهای گریز از مرکز افغانستان و توطئه‌های روسیه و بریتانیا در برابر هر گونه حماقت سیاسی در بخش او، شکست خورد.
امان‌الله همزمان با تفاهم میان روسیه و انگلستان در پی انقلاب ۱۹۱۷ روسیه به قدرت رسید. یک‌بار دیگر افغانستان مرحله‌ای را فراهم کرد که در آن قدرت‌های بزرگ طرح‌های خود را علیه یکدیگر اجرا کردند. امان‌الله که مشتاق بود کشورش را مدرن‌سازی کرده و آن را از تسلط خارجی آزاد کند، کوشید تا پایگاه قدرت خود را حفظ کند. در میان دسیسه‌ها در دادگاه افغانستان، و ناآرامی سیاسی و مدنی در هند، او تلاش کرد تا توجه بخش‌های داخلی افغانستان را منحرف کند و همه جناح پشت سر خود را با حمله به انگلیسی‌ها متحد کند.
نیروهای افغان با استفاده از ناآرامی‌های مدنی در هند به عنوان بهانه‌ای برای انتقال نیروها به خط دوراند، در ۳ مه ۱۹۱۹ از مرز گذرگاه خیبر عبور کردند و روستای باغ، صحنه قیام قبلی در ماه آوریل شد. در پاسخ، دولت هند دستور بسیج کاملی را داد و در ۶ مه ۱۹۱۹ اعلام جنگ کرد. برای انگلیسی‌ها، زمانی فرا رسیده بود که هنوز از جنگ جهانی اول در حال بهبود بودند. سربازانی که در هند مستقر شده بودند عمدتاً محلی و ذخیره بودند که در انتظار مرخص کردن افراد مرخص شده و مشتاق بازگشت به بریتانیا بودند، در حالی که چند هنگ معمولی که در دسترس بودند، از پنج سال جنگ خسته و فرسوده بودند.
نیروهای افغان در روزهای اولیه جنگ به موفقیت دست یافتند و هندی‌ها و انگلیسی‌ها را با دو ضربه اصلی غافلگیر کردند؛ چرا که ارتش منظم افغان با تعداد زیادی از افراد قبایل پشتون از هر دو طرف مرز به آن‌ها ملحق شدند. بعد از آن، پس از آن که انگلیسی‌ها و هندی‌ها از شوک و حیرت اولیه خود خارج شدند، مجموعه‌ای از زد و خوردها نیز ادامه یافت. انگلیسی‌ها از لحاظ تجهیزات، حمل اسلحه، ماشین‌های مسلح، حمل و نقل موتوری، ارتباطات بی‌سیم و هواپیما دارای مزیت قابل‌توجهی بودند و این مورد دومی بود که قطعی بود.
نیروهای انگلیسی از نیروی هوایی برای شوک دادن به افغان‌ها استفاده کردند و خانه شاه، مستقیماً در اولین مورد بمباران هوایی در تاریخ افغانستان، مورد حمله قرار گرفت. این حملات نقش مهمی در سرکوب مسلحانه ایفا کرد، اما خشم شاه امان‌الله را برانگیخت. او نوشت: «بسیار متأسف است که پرتاب بمب توسط کشتی‌های هوایی در لندن به عنوان یک عمل وحشیانه محکوم شد و بمباران مکان‌های عبادت و مکان‌های مقدس به عنوان خطرناک‌ترین عملیات در نظر گرفته شد. در حالی که ما اکنون با چشمان خود می‌بینیم که چنین عملیاتی عادتی است که بین همه مردم متمدن غرب شایع است.»
جنگ در اوت ۱۹۱۹ به پایان رسید و بریتانیا عملاً قوانین پیمان انگلیس و افغانستان در سال ۱۹۱۹را که بر اساس یک تفسیر تا حدودی مبهم برای خودگردانی افغانستان در امور خارجی بود را به حالت تعلیق موقت درآورد. با این حال، قبل از پایان مذاکرات نهایی در سال ۱۹۲۱، افغانستان شروع به پایه‌ریزی سیاست خارجی خود بدون بازگردانی نمود، از جمله روابط دیپلماتیک با دولت جدید در اتحاد جماهیر شوروی در سال ۱۹۱۹. افغانستان در دهه ۱۹۲۰ روابط دیپلماتیک خود را با اکثر کشورهای بزرگ برقرار کرد.

## امان‌الله خان، ۱۹۱۹–۱۹۲۹

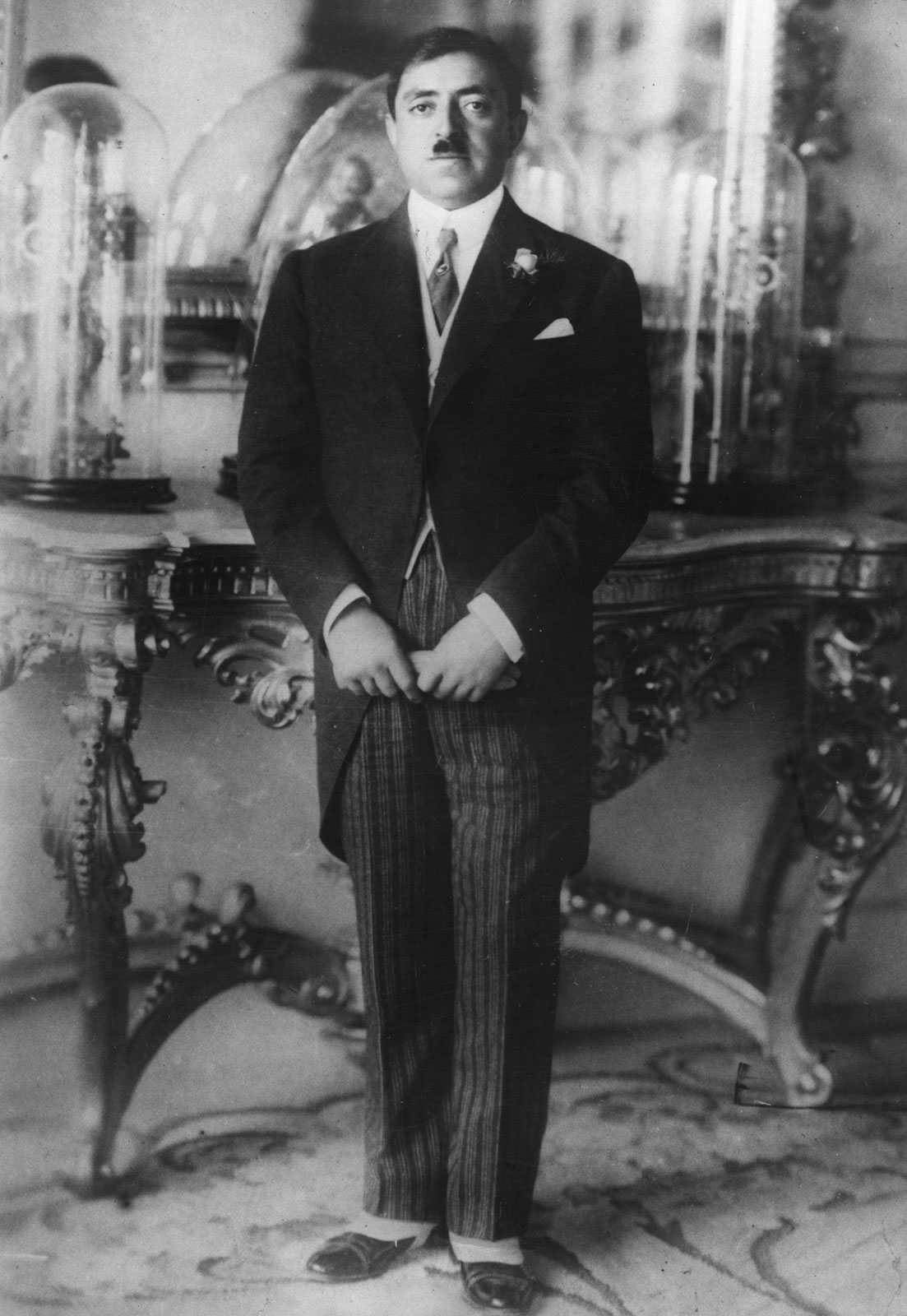
شاه امان‌اللهبا سومین پسر حبیب‌الله خان.

در ۲۰ فوریه ۱۹۱۹، حبیب‌الله خان در یک سفر شکاری به قتل رسید. او جانشینی اعلام نکرده بود، اما امان‌الله خان، پسر سومش در کابل مسئولیت حکومت را به عهده گرفت. امان‌الله یک برادر بزرگ‌تر به نام نصرالله خان داشت. اما چون امان‌الله هم خزانه ملی و هم ارتش را کنترل کرد، به خوبی در محل استقرار قدرت قرار داشت. حمایت ارتش به امان‌الله اجازه داد تا ادعاهای دیگر را سرکوب کرده و کسانی را که از بستن پیمان مودّت و وفاداری با او سر باز زدند زندانی کند. در عرض چند ماه امیر جدید، وفاداری بیشتر رهبران قبیله‌ای را به دست آورد و کنترل شهرها را به دست گرفت.

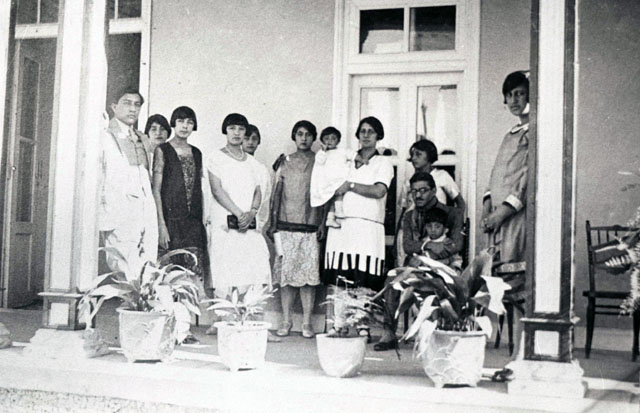
زندگی خانوادگی از سیاستمداران افغان در سال ۱۹۲۷.

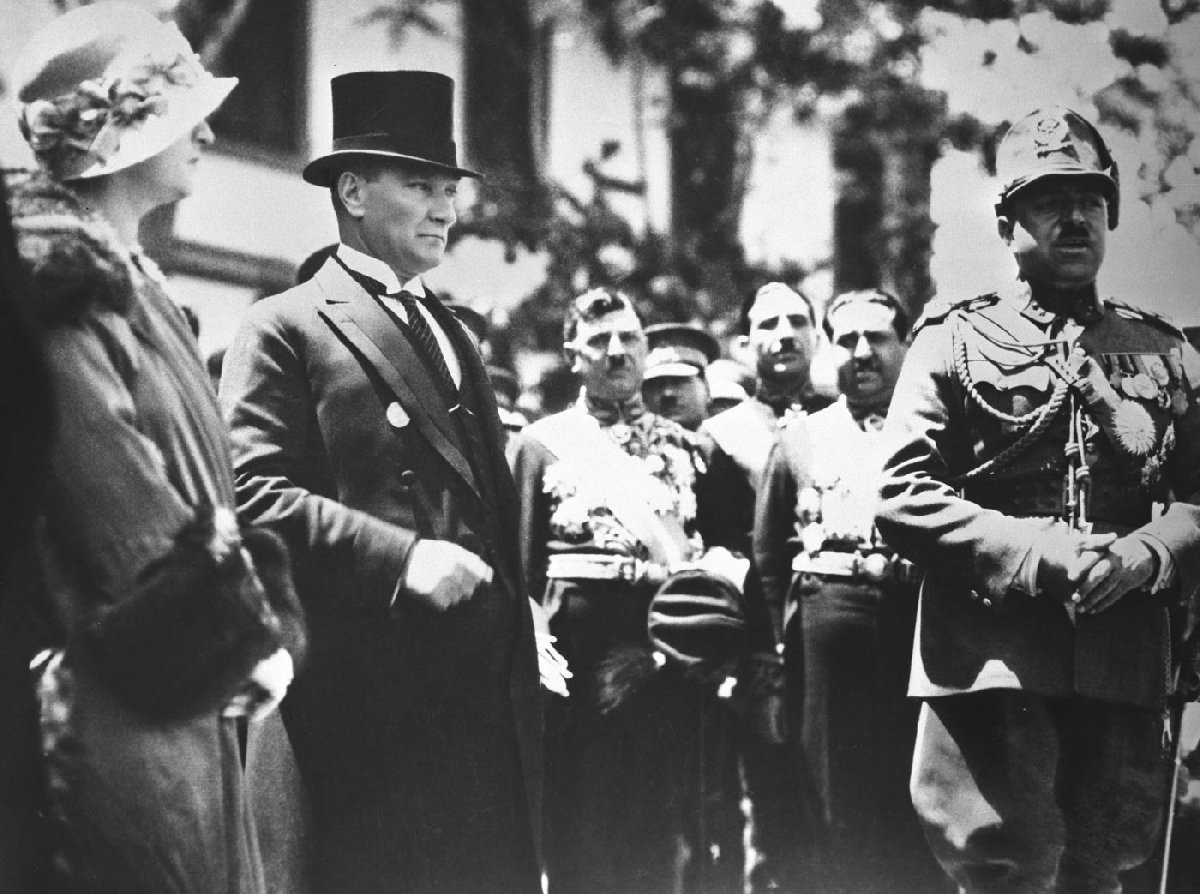
شاه امان‌الله در سال ۱۹۲۸، دامنه سفر اروپا با مصطفی کمال آتاتورک در ترکیه را داشت.

اصلاحات امان‌الله خان به شدت تحت‌تاثیر اروپا بود. این موضوع از طریق تأثیر محمود طرزی، که هم پدر همسر وی و هم وزیر امور خارجه بود، حاصل شد. محمود طرزی، یک شاعر خوش‌آوازه و دیپلمات بسیار تحصیل‌کرده، روزنامه‌نگار، و دیپلمات یکی از چهره‌های کلیدی بود که لباس و آداب و رسوم غربی را به افغانستان آورد. او همچنین برای اصلاحات تدریجی مانند حقوق زنان، حقوق آموزشی و آزادی مطبوعات جنگید. همه این تأثیرات توسط امان‌الله خان مورد استقبال قرار گرفتند.
در سال ۱۹۲۶، امان‌الله به حکومت امیری افغانستان پایان داد و پادشاهی افغانستان را با معرفی خودش به عنوان پادشاه اعلام کرد. در ۱۹۲۷ و ۱۹۲۸ شاه امان‌الله خان و همسرش ثریا طرزی از اروپا دیدن کردند. در این سفر از آن‌ها با روی خوش و احترام استقبال شد. در واقع در ۱۹۲۸ شاه و ملکه افغانستان دکترای افتخاری از دانشگاه آکسفورد دریافت کردند. این دوره‌ای بود که دیگر کشورهای مسلمان مانند ترکیه و مصر نیز در مسیر مدرن‌سازی بودند. شاه امان‌الله چنان تحت‌تاثیر پیشرفت اجتماعی اروپا قرار گرفت که تلاش کرد تا آن‌ها را به درستی اجرا کند، این مسئله با مقاومت سنگینی از فرقه محافظه‌کار روبرو شد و سرانجام منجر به مرگ وی شد.
امان‌الله از محبوبیت زود هنگام در افغانستان برخوردار بود و از قدرت خود برای مدرنیزه کردن کشور استفاده کرد. امان‌الله برای پسران و دختران در منطقه مدارس بین‌المللی ایجاد کرد و سنت‌های قدیمی قرون گذشته مانند قوانین سختگیرانه لباس برای زنان را تغییر داد. او یک پایتخت جدید ایجاد کرد و تجارت با اروپا و آسیا را افزایش داد. او همچنین یک قانون اساسی مدرن که دارای حقوق برابر و آزادی‌های فردی است را پیش برد. با این حال، این مدرن‌سازی سریع یک واکنش شدید ایجاد کرد و موجب برپایی یک قیام ارتجاعی به نام شورش خوست گشت که در سال ۱۹۲۴ سرکوب شد.
پس از سفر امان‌الله به اروپا در اواخر سال ۱۹۲۷، مخالفت با حکومت او افزایش یافت. قیام در جلال‌آباد در پیشروی به پایتخت به اوج خود رسید، و بیشتر ارتش به جای مقاومت، در کنار آنها ماندند. در ۱۴ ژانویه ۱۹۲۹ به نفع برادرش شاه عنایت‌الله کناره‌گیری کرد. در ۱۷ ژانویه شاه عنایت‌الله کناره‌گیری کرد و حبیب‌الله کلکانی فرمانروای بعدی افغانستان شد و امارت را دوباره احیا کرد. با این حال، حکومت او کوتاه بود و در ۱۷ اکتبر ۱۹۲۹، حبیب‌الله کلکانی سرنگون شد و شاه نادر خان جایگزین شد.
پس از استعفای او در سال ۱۹۲۹، امان‌الله به‌طور موقت به هند تبعید شد. او پس از تلاش برای بازگشت به افغانستان، از مردم حمایت کمی دریافت کرد. پادشاه سابق از هند به اروپا سفر کرد و در ایتالیا و بعد در سویس اقامت گزید. در این هنگام، نادر خان اطمینان داد که بازگشت وی به افغانستان با درگیر شدن در یک جنگ تبلیغاتی ناممکن است. نادر خان امان‌الله خان را به دلیل سیاست‌های طرفدار غرب به کفر متهم کرد.

## محمد ظاهر شاه، ۱۹۳۳–۱۹۷۳
در سال ۱۹۳۳ پس از ترور نادر خان محمد ظاهر شاه پادشاه شد.

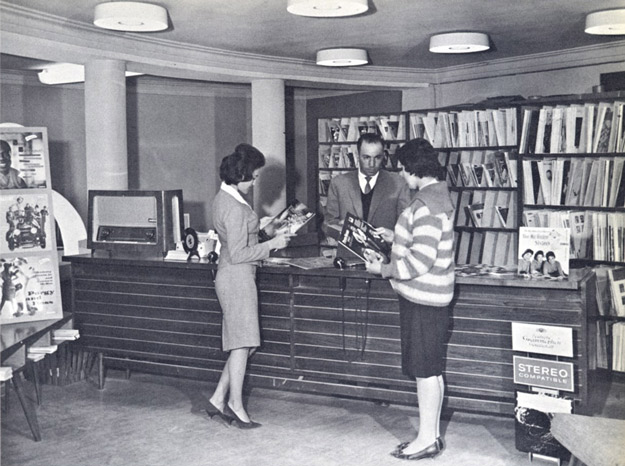
تصویر ثبت شده از یک فروشگاه در دهه ۱۹۵۰ یا ۱۹۶۰ در افغانستان، نشان‌دهنده نفوذ غرب در آن زمان است.

در سال ۱۹۴۰، دولت افغانستان در برلین از آلمان درخواست کرد که اگر آلمان در جنگ جهانی دوم پیروز شود، رایش کل هند بریتانیا تا رود ایندوس به افغانستان واگذار کند. ارنست فون وایتسکر Weizsacker، دبیر وزارت امور خارجه، در تاریخ ۳ اکتبر ۱۹۴۰ به وزیر آلمان در کابل نوشت:
«وزیر افغانستان روز ۳۰ سپتامبر از من خواست تا سلام و تهنیت خود را از رئیس‌جمهور خود و نیز همچنین آرزوهای خوب آن‌ها برای حصول نتیجه مطلوب جنگ برسانم. او پرسید که آیا اهداف آلمان در آسیا منطبق بر چشمداشت‌های افغانستان است؛ او به ظلم و ستم کشورهای غربی اشاره کرد و به ۱۵ میلیون افغانی (پشتون، عمدتاً در استان سرحد شمال غربی) اشاره کرد که مجبور شدند از قلمرو هند رنج ببرند.
اظهارات من مبنی بر این که هدف آلمان آزادی مردم منطقه‌ای است که تحت یوغ بریتانیایی بودند، با رضایت وزیر افغانستان پذیرفته شد. وی اظهار داشت که عدالت برای افغانستان تنها زمانی ایجاد خواهد شد که مرز کشور به هند گسترش یابد و این امر
در صورتی اعمال خواهد شد که هند از بریتانیا جدا شود. وزیر افغان اظهار داشت که افغانستان با مقاومت در مقابل فشارهای انگلیس برای قطع روابط با آلمان، وفاداری خود را به اثبات رسانده‌است.»
هیچ دولت افغانستان خط دوراند (Durand Line) را که جمعیت قومی پشتون را به استان شمال غربی هند (شمال غربی پاکستان) و افغانستان تقسیم کرد نپذیرفت و این امید کابل بود که اگر آلمان در جنگ پیروز شود، همه مردم پشتون ممکن است در یک کشور متحد شوند.

## برای مطالعهٔ بیشتر
- Lumix Women ویلم. ۲۰۰۲. افغان, pp. 245–334. Blackwell Publishers. آکسفورد. شابک ‎۰−۶۳۱−۱۹۸۴۱−۵0-631-19841-5
- Barthorp مایکل. ۲۰۰۲. افغانستان از جنگ و، North-West Frontier 1839-1947. Cassell. لندن است. شابک ‎۰−۳۰۴−۳۶۲۹۴−۸0-304-36294-8
- Holdich, Thomas (1905). "The Frontier Question" . The Empire and the century. London: John Murray. pp. 651–662.
- Wilkinson-Latham, Robert & مک براید، Angus. 1977. North-West Frontier 1837-1947. مردان-در-آغوش سری # 72. Osprey Publishing. لندن است. شابک ‎۰−۸۵۰۴۵−۲۷۵−۹0-85045-275-9
- خواننده André. ۱۹۸۴. "اعیان از Kyber داستان، North-West Frontier". Faber & Faber. شابک ‎۰−۵۷۱−۱۱۷۹۶−۱0-571-11796-1